# Lijst van burgemeesters van Zaltbommel
Dit is een lijst van burgemeesters van de Nederlandse gemeente Zaltbommel in de provincie Gelderland.

## 14e en 15e eeuw
| Ambtsperiode | Naam burgemeester                     | Bijzonderheden                                        |
| ------------ | ------------------------------------- | ----------------------------------------------------- |
| rond 1324    | Goessen van Oever                     | Schout                                                |
| rond 1360    | Johan van Oever                       | Schout                                                |
| rond 1467    | Franck Pieck - bijgenaamd 'de Vroede' | Ambtman van Bommel-en Tielerwaarden, heer van Gameren |

## 16e eeuw
| Ambtsperiode | Naam burgemeester                                   | Leven               | Bijzonderheden                                        |
| ------------ | --------------------------------------------------- | ------------------- | ----------------------------------------------------- |
| 1500 - 1539  | Roelof (Rudolf) Jansz de Raet                       | 1455 - 1551         | In 1542 werkzaam als dijkheemraad in de Bommelerwaard |
| 1501         | Robbert van Heusden                                 |                     |                                                       |
| 1501 - 1520  | Hillebrant de Gier Peters                           | ? - 1536            |                                                       |
| 1538         | Arnt de Bye                                         |                     | Voornaam ook geschreven als Arnold                    |
| 1539         | Joost Momme Hendriks                                |                     | Schoonzoon van Hillebrant de Gier Peters              |
| 1540         | Jacob Hendricksz de Raet                            |                     |                                                       |
| 1556         | Arien Goossens van Oever                            | ca. 1510 - ca. 1586 |                                                       |
| 1561         | Arien Goossens van Oever                            | ca. 1510 - ca. 1586 |                                                       |
| ca 1570      | Hendrick Jacobsz de Raet                            | 1530 - 1572         | zoon van Jacob Hendricksz de Raet                     |
| 1571         | Dirk de Gier Hillebrants                            | ? - 1585            | Zoon van Hillebrant de Gier Peters                    |
| 1572         | Dirk de Gier Hillebrants                            | ? - 1585            | Zoon van Hillebrant de Gier Peters                    |
| 1581         | Jan Hendricks van Teeffelen (Handricks van Tefelen) |                     | Schoonzoon van Dirk de Gier Hillebrants               |
| 1585         | Gerit Jansz                                         |                     |                                                       |
| 1585         | Loy Jansz                                           |                     |                                                       |
| 1586         | Hillebrant de Gier Dirks                            | 1545 - 1615         | Zoon van Dirk de Gier Hillebrants                     |
| 1586         | Arien Jansz                                         |                     |                                                       |
| 1586         | Cornelis Jansz                                      |                     |                                                       |
| 1587         | Hillebrant d'Ghijer                                 |                     |                                                       |
| 1587         | Aert Krijnen                                        |                     |                                                       |
| 1588         | Tys Jacobsz                                         |                     |                                                       |
| 1588         | Ot Moliart                                          |                     |                                                       |
| 1589         | Roelef Hubertsz                                     |                     |                                                       |
| 1589         | Aert Jacobsz                                        |                     |                                                       |
| 1590         | Cornelis Jansz                                      |                     |                                                       |
| 1590         | Aert Krynen                                         |                     |                                                       |
| 1591         | Gerit Jansz                                         |                     |                                                       |
| 1591         | Loy Jansz                                           |                     |                                                       |
| 1592         | Mattheus d' Groot                                   |                     |                                                       |
| 1592         | Aert Krynen                                         |                     |                                                       |
| 1593         | Jan Jansz                                           |                     |                                                       |
| 1593         | Aert Schoic                                         |                     |                                                       |
| 1594         | Mattheus Henricksz                                  |                     |                                                       |
| 1594         | Gerit Jansz                                         |                     |                                                       |
| 1595         | Jacob Jansz                                         |                     |                                                       |
| 1595         | Aert Krynen                                         |                     |                                                       |
| 1596         | Teus d' Groot                                       |                     |                                                       |
| 1596         | Aert Schoock                                        |                     |                                                       |
| 1597         | Willem van Enschede                                 |                     |                                                       |
| 1597         | Goort Rochus                                        |                     |                                                       |
| 1598         | Gerit Jansz                                         |                     |                                                       |
| 1598         | Jacob Jansz                                         |                     |                                                       |
| 1599         | Willem van Enschede                                 |                     |                                                       |
| 1599         | Art Schooc                                          |                     |                                                       |

## 17e eeuw
| Ambtsperiode | Naam burgemeester           | Leven          | Bijzonderheden                                                |
| ------------ | --------------------------- | -------------- | ------------------------------------------------------------- |
| rond 1600    | Gijsbert Goris              | 1567 - 1630    | Broer van Leonard (Leendert) Goris, kleinzoon van Jacob Goris |
| 1600         | Teus d' Groot               |                |                                                               |
| 1600         | Jan Henricksz               |                |                                                               |
| 1601         | Jacob Jansz                 |                |                                                               |
| 1601         | Willem van Enschede         |                |                                                               |
| 1602         | Gerit Jansz                 |                |                                                               |
| 1602         | Jan Jansz                   |                |                                                               |
| 1603         | Jan Henrixsz                |                |                                                               |
| 1603         | Goortt Rochus               |                |                                                               |
| 1604         | Leonard (Leendert) Goris    | 1563-1623/24   | Broer van Gijsbert Goris, kleinzoon van Jacob Goris           |
| 1604         | Mattheus d' Groot           |                |                                                               |
| 1604         | Peter Moliartt              |                | zoon van Ot Moliart                                           |
| 1605         | Willem van Enschede         |                |                                                               |
| 1605         | Jan Jansz                   |                |                                                               |
| 1606         | Jan Henrixsz                |                |                                                               |
| 1606         | Mattheussz Henrixsz         |                |                                                               |
| 1607         | Mattheus d' Groot           |                |                                                               |
| 1607         | Peter Moliart               |                |                                                               |
| 1608         | Matthijs de Groot           |                |                                                               |
| 1608         | Jan Jansz                   |                |                                                               |
| 1608         | Arent Schoock               |                |                                                               |
| 1609         | Jan Henrixsz                |                |                                                               |
| 1609         | Mattheus Henrixsz           |                |                                                               |
| 1610         | Jacob Jansz                 |                |                                                               |
| 1610         | Tilman van Moors            |                |                                                               |
| 1611         | Aert Schoock                |                |                                                               |
| 1611         | Jan Jansz                   |                |                                                               |
| 1624         | Tileman van Meurs           |                |                                                               |
| 1626         | Meurssoon                   |                |                                                               |
| 1626         | Antonis Janszen Glimmer     |                |                                                               |
| 1631         | Matheus Gysbertsz           |                |                                                               |
| 1631         | Cornelis Jongbloet, I.U.Dr. |                |                                                               |
| 1635         | Aert de Bye                 |                |                                                               |
| 1650         | Roeloff van Stralen         |                |                                                               |
| 1651         | dr. Adriaan van Cockengen   | ovl. vóór 1661 |                                                               |
| 1667         | Matthijs van Vladeracken    |                |                                                               |
| 1677         | Peter Schoock               |                |                                                               |
| tot ca 1682  | François van Meurs          |                |                                                               |
| 17e eeuw     | Elias Goris                 | 1619 - 1664    | Zoon van Gijsbert Goris, achterkleinzoon van Jacob Goris      |
| 17e eeuw     | dr. Arnold de Bye (Bie)     |                | Rond 1626-1630 gedeputeerde ter Staten-Generaal               |
| 17e eeuw     | Caerel van Ommeren          |                |                                                               |
| 17e/18e eeuw | Johannes Geitweit           |                | Getrouwd met kleindochter van Leonard (Leendert) Goris        |

## 18e eeuw
| Ambtsperiode | Naam burgemeester                                           | Leven     | Bijzonderheden |
| ------------ | ----------------------------------------------------------- | --------- | --- |
| 1706         | Dr. Leonard Essenius                                        | 1676-1748 | |
| 1710         | Dr. Leonard Essenius                                        | 1676-1748 | |
| 1713         | Laurens Spengler                                            | 1677-1730 | Schoonvader van Johan Cox. Droeg vanaf 1713 de titel 'presideerende borgemeester' |
| 1720         | Laurens Spengler                                            | 1677-1730 | Schoonvader van Johan Cox |
| 1726         | Dr. Leonard Essenius                                        | 1676-1748 | |
| 1727         | Laurens Spengler                                            | 1677-1730 | Schoonvader van Johan Cox |
| 1729         | Jurriaan van Bijsterveld                                    |           | |
| 1729         | Cornelis Dutry van Haeften                                  | 1694-1768 | |
| 1730         | Peter de Roock                                              | 1676-1731 | Schoonzoon van Peter Schoock. Was op enig moment Gedeputeerde van de Staten-Generaal |
| 1731         | Hendrik de Ruuck                                            |           | |
| 1731         | Johan Cox                                                   |           | Schoonzoon van Laurens Spengler |
| 1731         | Mattheus Hubertus van Minningen                             |           | |
| 1731         | Adriaan de Roock                                            | 1700-1757 | zoon van Peter de Roock |
| 1733         | Cornelis Dutry van Haeften                                  | 1694-1768 | |
| 1733         | Hendrik de Ruuck                                            |           | |
| 1734         | Adriaan de Roock                                            | 1700-1757 | Zoon van Peter de Roock; schoonzoon van Cornelis Dutry van Haeften. |
| 1735         | Johan Cox                                                   |           | Schoonzoon van Laurens Spengler |
| 1735         | Cornelis Dutry van Haeften                                  | 1694-1768 | |
| 1735         | Hendrik de Ruuck                                            |           | |
| 1735         | Adriaan de Roock                                            |           | |
| 1737         | Dr. Leonard Essenius                                        | 1676-1748 | |
| 1738         | Gerhard van Minningen                                       |           | |
| 1738         | Adriaan de Roock                                            | 1700-1757 | Zoon van Peter de Roock; schoonzoon van Cornelis Dutry van Haeften. |
| 1739         | Mr. Johan Cox                                               |           | Schoonzoon van Laurens Spengler |
| 1743         | Adriaan de Roock                                            | 1700-1757 | Zoon van Peter de Roock; schoonzoon van Cornelis Dutry van Haeften. |
| 1744         | Mr. Johan Cox                                               |           | Schoonzoon van Laurens Spengler |
| 1748         | Dr. Leonard Essenius                                        | 1676-1748 | |
| 1748         | Adriaan de Roock                                            | 1700-1757 | Zoon van Peter de Roock; schoonzoon van Cornelis Dutry van Haeften. |
| 1749         | Adriaan de Roock                                            | 1700-1757 | Zoon van Peter de Roock; schoonzoon van Cornelis Dutry van Haeften. |
| vóór 1757    | Libertus Andreas Essenius                                   | 1705-1756 | Zoon van dr. Leonard Essenius; broer van mr. Samuel Essenius (1701-1766) |
| 1771         | Mr. Johan Cox                                               |           | Schoonzoon van Laurens Spengler |
| 1774 - 1793  | Mr. Adriaan de Roock                                        | 1738-1812 | Zoon van Adriaan de Roock. Later burgemeester van Opijnen. |
| 1775         | Mr. Gerhard Vermeulen en Hendrik de Ruuk                    |           | |
| rond 1776    | Mr. Dominicus van Hoytema                                   |           | |
| 1777-1793    | Mr. Samuel Essenius                                         | 1755-1811 | "Extra ordinaris Raad des Furstendoms Gelre en Graafschaps Zutfen". In 1795 en 1796 gedeputeerde naar de Staten-Generaal namens Utrecht. Rond 1798 procureur-generaal aan het Hof van Utrecht. Achterkleinzoon van dr. Leonard Essenius; kleinzoon van mr. Samuel Essenius (1701-1766); schoonzoon van mr. Pieter van Hamel, burgemeester van Arnhem. |
| 18e eeuw     | Mr. Hendrikus Cornelis Metseecker                           |           | Mesteeckers? |
| 18e eeuw     | Mr. Diederik Gerhard van den Steen                          |           | Heer van Ommeren en Wayestein |
| 18e eeuw     | Mr. Wilhelm Hendrik van Borssele van der Hooghe (1697-1746) |           | |
| 18e eeuw     | Elias Dutry van Haeften                                     |           | Zoon van Cornelis Dutry van Haeften |
| 18e eeuw     | Jacobus Verzijl                                             |           | |
| 18e eeuw     | Otto de Ruuck                                               |           | |
| 18e eeuw     | Johan van Lith                                              |           | |

## 19e eeuw
In de jaren 1810 - 1824 had de stad twee burgemeesters.
| Ambtsperiode                   | Naam burgemeester                  | Leven       | Bijzonderheden                                                                                                |
| ------------------------------ | ---------------------------------- | ----------- | --- |
| .... - 16 juni 1808            | Scipio de Kanter                   | 1764 - 1808 | Tevens "Stads Medicinae Doctor" en "mitsgaders Curator der Geldersche Akademie te Harderwyk"                  |
| rond 1815                      | P.A.D. Roock                       |             | Waarnemend ("provisioneel")                                                                                   |
| 1816 - 1817                    | P.A.D. Roock                       |             | |
| 1816 - ?                       | Mr. P.A. de Roock                  |             | |
| 1816 - ?                       | R.P. de Ruuk                       |             | |
| 1816 - 1821                    | H.C. Mesteecker                    |             | |
| 1817 - juli 1826               | Mr. R.P. (Rijk Peter) Vermeulen    | ±1775-1826  | |
| 1821 - 1824                    | O.P. Mastenbroek                   |             | |
| oktober 1826 - 1830            | O.P. Mastenbroek                   |             | |
| 1831? - december 1855          | Mr. J. (Jacobus) Thooft            |             | Voorheen secretaris van de gemeente Zaltbommel                                                                |
| 1856 - 1874                    | Mr. P.C. (Pieter Claude) Bijleveld | 1828-1889   | Voorheen burgemeester van Beusichem, aansluitend burgemeester van Nijmegen. Zwager van Willem Frederik Ketjen |
| 1875 - 1877                    | W.F. (Willem Frederik) Ketjen      | 1828-1877   | Voorheen burgemeester van Buurmalsen en Elburg. Zwager van Pieter Claude Bijleveld                            |
| oktober 1877 - 31 januari 1884 | A.M.C. van Bommel                  |             | Voorheen burgemeester van Groenlo, aansluitend burgemeester van Doetinchem                                    |
| 15 maart 1884 - 1901           | C.P. Lenshoek                      |             | Voorheen wethouder van Zaltbommel en "dijkgraaf van het polderdistrict Bommelerwaard boven den Meidijk"       |

## 20e eeuw
| Ambtsperiode                        | Naam burgemeester                                  | Leven                               | Partij of stroming | Bijzonderheden |
| ----------------------------------- | -------------------------------------------------- | ----------------------------------- | ------------------ | --- |
| 1901 - 14 november 1905             | E.G.C. (Evert Gerrit Cornelis) de Groot van Embden | ±1861-1925                          |                    | Aansluitend burgemeester van Doetinchem |
| 1 januari 1906 - 9 november 1928    | J.F.B. (Johan Francois Bartold) van Hasselt        |                                     |                    | Voorheen burgemeester van Montfoort en Willeskop |
| 23 maart 1929 - 31 december 1936    | Mr. N.F. (Nicolaas Frederik) Cambier van Nooten    |                                     | partijloos         | Aansluitend burgemeester van Tiel |
| 1 april 1937 - 30 januari 1942      | H.B. (Henri Boudewijn) Tutein Nolthenius           | ±1896-1989                          |                    | Bijnaam: 'dun Tuut' |
| 23 april 1942 - 8 mei 1945          | J. (Jan) Boll                                      | 1899-1965                           | NSB                | In een deel van dezelfde periode tevens waarnemend burgemeester van Ammerzoden, Hedel, Hurwenen, Kerkwijk, Maasdriel en Rossum                                                    |
| 9 mei 1945 - 13 mei 1945            | A.F. (Adriaan Ferdinand) van Goelst Meijer         | 1892-1990                           |                    | Tijdelijk waarnemend. In dezelfde periode tevens waarnemend burgemeester van Rossum, Hedel, Kerkwijk en tijdelijk waarnemend burgemeester van Heerewaarden, Maasdriel en Hurwenen |
| 14 mei 1945 - 30 november 1946      | H.B. (Henri Boudewijn) Tutein Nolthenius           | ±1896-1989                          |                    | Bijnaam: 'dun Tuut' |
| 12 juni 1947 - 10 februari 1959     | A.H. (Andreas Hermanus) Buissink                   | 1905-1959                           | PvdA               | |
| 16 juli 1959 - 1 januari 1968       | Drs. H. (Hendrik) Wielinga                         | 1911-1984                           | PvdA               | Eerder burgemeester van Terschelling, aansluitend burgemeester van Brummen |
| 10 augustus 1968 - 1973             | Drs. K.F. (Klaas) Broekens                         | 1926-2012                           | PvdA               | |
| 16 augustus 1974 - 22 februari 1985 | Mr. E. (Engbert) Wilmink                           | 23 februari 1932 - 29 november 1992 | PvdA               | Aansluitend burgemeester van Lochem. |
| 1 april 1985 - 29 augustus 1986     | J.J. (Joop) Postma                                 | 1932-2014                           | PvdA               | Waarnemend, aansluitend benoemd tot burgemeester van Winschoten |
| 30 september 1986 - 28 januari 1987 | G. (Gijsbertus) Hokken                             | 1927-2005                           | CDA                | Waarnemend, per 1 februari 1987 benoemd tot burgemeester van Nijeveen |
| 18 mei 1987 - 31 oktober 1989       | N. (Nico) Veenvliet                                | 1921-2008                           | PvdA               | Waarnemend |
| 16 november 1989 - 1998             | H.J. (Henk) Palm                                   | *1939                               | PvdA               | Van 16 februari 1999 tot 31 december 2000 burgemeester van Heteren |

## 21e eeuw
Sinds de gemeentelijke herindeling per 1 januari 1999 omvat de gemeente Zaltbommel de kernen Zaltbommel, Gameren, Nieuwaal, Zuilichem, Brakel, Aalst, Poederoijen, Nederhemert, Bern, Kerkwijk, Delwijnen en Bruchem.
| Ambtsperiode                      | Naam burgemeester          | Leven | Partij of stroming | Bijzonderheden           |
| --------------------------------- | -------------------------- | ----- | ------------------ | ------------------------ |
| 1 januari 1999 - 1 april 2004     | M. (Nanny) Peereboom       | *1941 | PvdA               |                          |
| januari 2002 - juli 2002          | ir. F.C. (Frans) Moree     | *1937 | SGP                | Waarnemend               |
| 15 mei 2004 - 30 maart 2017       | A. (Albert) van den Bosch  | *1955 | VVD                |                          |
| 25 april 2017 - 18 september 2019 | dr. J.P. (Peter) Rehwinkel | *1964 | PvdA               | Waarnemend               |
| 19 september 2019 - 31 juli 2024  | P.C. (Pieter) van Maaren   | *1963 | CDA                | was burgemeester van Urk |
| 1 augustus 2024 - heden           | M.C. (Marnix) Bakermans    | *1968 | Partijloos         | Waarnemend               |